# Йосип Куже
Йосип Куже (хорв. Josip Kuže, 13 листопада 1952, Вранє — 16 червня 2013, Загреб) — югославський футболіст, що грав на позиції захисника. По завершенні ігрової кар'єри — тренер.

## Ігрова кар'єра
Йосип Куже всю свою ігрову кар'єру провів у «Динамо» з Загреба, де грав на позиції захисника. Всього за «Динамо» Куже зіграв 384 матчі, забив 14 голів. 11 разів викликався у молодіжну збірну Югославії. Тим не менш, він залишався в тіні більш відомих і зоряних гравців «Динамо». У сезоні 1979/80 виграв із клубом Кубок Югославії. В 1977 році — Балканський Кубок.

## Кар'єра тренера
Після завершення кар'єри гравця Куже став тренером. Першим його клубом став «Сідней Кроейша», який він тренував у нижчих австралійських лігах. Після двох років роботи на Зеленому Континенті Куже повернувся в Югославію, де тренував клуб «Славонський Брод», пізніше став тренером юніорів в рідному «Динамо».
У 1988 році Куже очолив «Борац» (Баня-Лука), який перд цим під керівництвом Фазлича виграв Кубок Югославії, перебуваючи в той час у Другій Лізі. Також команда отримала право на підвищення в класі. В єдиному сезоні Куже в «Бораці» клуб посів 14 місце у Першій Лізі.
У 1989 році Куже прийняв загребське «Динамо». Сезон 1989/90 року «Динамо» завершило на другому місці, на 11 очок поступившись чемпіону — белградській «Црвені Звезді». У наступному сезоні все повторилося, тільки тепер відрив був 10 очок, після чого Куже покинув Загреб.
Покинувши Югославію, Куже прийняв пропозицію німецького клубу «Рот Вайс» (Ерфурт). Чемпіонат вийшов провальним. Команда Куже вилетіла з останнього місця Групи Південь Другої Бундесліги, здобувши за сезон лише 5 перемог. У червні 1992 року Куже звільнили.
Але незабаром Йосипа запросили в інший німецький клуб — «Майнц 05». Клуб також грав у Другій Бундеслізі. За перший рік роботи Куже привів клуб до 12-го місця в чемпіонаті, що було розцінено як непоганий результат, і Куже залишився ще на один сезон. В наступному чемпіонаті «Майнц» зайняв 13 місце, і Куже покинув клуб в жовтні 1994 року.
У 1996 році Куже запросили в японський клуб «Гамба Осака» на зміну німцеві Зігфріду Гельду. Але в Японії робота не заладилася, за результатами сезону у Джей-лізі «Гамба» зайняла 12 місце, і Куже покинув клуб.
У 1998 році Йосип Куже повернувся у Хорватію, прийнявши пропозицію клубу «Загреб», де знову не зміг показати результат, закінчивши сезон на 10-му місці в Групі Вибування, лише на 1 очко випередивши вилетівший «Задар».
У 2000 році Куже зробив третю спробу домогтися результату в Німеччині, очоливши скромний «Хемніцер». У цьому клубі Куже встановив свій рекорд, будучи звільненим практично через 4 місяці роботи (7 вересня — 29 листопада), а клуб вилетів з Другої Бундесліги вже без нього.
Три роки Куже залишався без роботи, поки в 2003 році не прийняв «Інтер» (Запрешич). Клуб знову опинився в Групі Вибування, закінчивши на 8 місці, після чого Куже пішов з посади.
У 2005 році Куже знову прийняв «Динамо» із Загреба на сезон 2005/06, де нарешті домігся успіху — виграв чемпіонат Хорватії, але у листопаді 2006 року покинув клуб, прийнявши у 2007 році клуб «Рієка». З приходом Куже «Рієка» піднялася з 7 на 4 місце і потрапила в розіграш Кубка Інтертото, але тренер знову покинув команду, відпрацювавши лише рік. На цей раз в ще один хорватський клуб — «Вартекс», однак залишив цю команду через два місяці (червень-серпень 2007), не встигнувши нічого зробити.
У листопаді 2007 року Куже очолив збірну Руанди, знову змінивши німецького тренера Міхаеля Нееса. Під його керівництвом збірна не потрапила на Кубок африкаеських націй, але дійшла до фіналу Кубка КЕСАФА, де по пенальті з рахунком 4:2 поступилася Судану. Куже пішов з команди в 2008 році, передавши збірну іншому тренеру-хорвату Бранко Тучаку.
У 2008 році Куже повернувся в Японію, очоливши клуб «ДЖЕФ Юнайтед», але був звільнений, відпрацювавши лише чотири місяці, і замінений на шотландця Алекса Міллера.
У 2009 році Куже встав на чолі збірної Албанії. Його дебютом стала найбільша донині перемога албанців — над збірною Кіпру 6:1 у товариській зустрічі. При Куже Албанія стала середняком відбору, який може відібрати очки у фаворитів групи, зокрема нічия з Данією у відборі до ЧС-2010. У жовтні 2011 року, після того як команда не вийшла на чемпіонат Європи 2012 року, Куже покинув команду.
У січні 2012 року призначений головним тренером китайського клубу «Тяньцзинь Теда», змінивши на цій посаді звільненого голландця Арі Хана, втім вже 28 травня того ж року покинув клуб.
Помер 16 червня 2013 року на 61-му році життя у місті Загреб внаслідок лейкемії, діагностованої йому лише кілька місяців до того.

## Титули і досягнення

### Як гравця
- Володар Кубка Югославії (1):

«Динамо» (Загреб): 1979–80

### Як тренера
- Чемпіон Хорватії (1):

«Динамо» (Загреб): 2005–06
- Володар Суперкубка Хорватії (1):

«Динамо» (Загреб): 2006;